# Подруте
Подруте су насељено место у саставу града Новог Марофа у Вараждинској жупанији, Хрватска. До територијалне реорганизације у Хрватској налазиле су се у саставу старе општине Нови Мароф.

## Становништво
На попису становништва 2011. године, Подруте су имале 421 становника.

## Попис1991.
На попису становништва 1991. године, насељено место Подруте је имало 598 становника, следећег националног састава:
| Попис 1991.‍ | Попис 1991.‍ | Попис 1991.‍ | Попис 1991.‍ | Попис 1991.‍ |
| ----------- | ----------- | ----------- | ----------- | ----------- |
|             |             |             |             |             |
| Хрвати      | Хрвати      |             | 595         | 99,49%      |
| Срби        | Срби        |             | 1           | 0,16%       |
| непознато   | непознато   |             | 2           | 0,33%       |
| укупно: 598 |             |             |             |             |